# Geroglifici corsivi

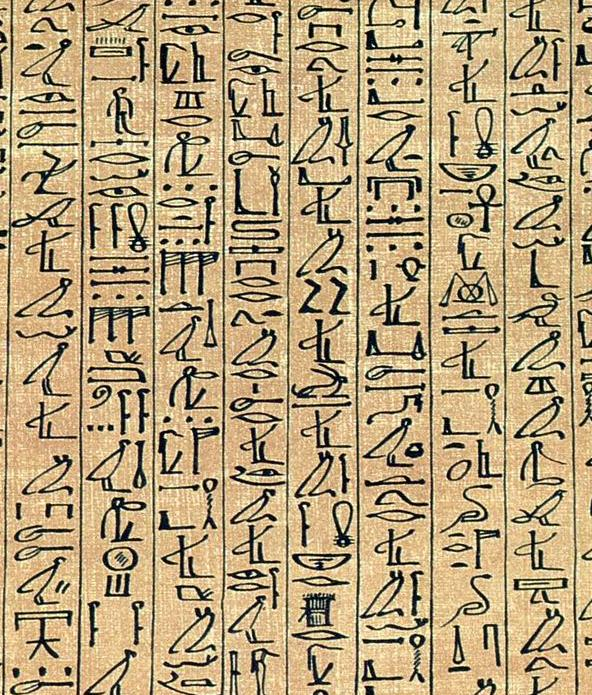
Geroglifici corsivi sul Papiro di Ani

I geroglifici corsivi sono un tipo di geroglifici egizi solitamente impiegato per la redazione di testi religiosi su papiro, come ad esempio il Libro dei morti. Fu un modo di scrivere particolarmente comune nell'epoca ramesside e molti testi famosi, come il Papiro di Ani, lo utilizzano. Anche alcuni testi dei sarcofagi sono stati scritti in questo modo.
Questo stile di scrittura fu sviluppato per risolvere due grandi problemi intrinseci della scrittura geroglifica, cioè il lungo tempo necessario a scrivere e le difficoltà incontrate quando non si doveva incidere i simboli su pietra. I geroglifici corsivi erano infatti utilizzati in contesti in cui l'estetica non aveva grande importanza: se da una parte la scrittura geroglifica sacra dava molta importanza ai dettagli in modo da rendere ogni simbolo un'opera d'arte a sé, i geroglifici corsivi nella loro forma sono ridotti al minimo indispensabile al riconoscimento del simbolo. Sebbene comunque conservino una parte del loro aspetto figurativo, i geroglifici corsivi sono un passo in avanti verso l'astrazione.
I geroglifici corsivi non devono essere confusi con lo ieratico. Lo ieratico è molto più corsivizzato e possiede un gran numero di legature e di segni propri. Ad ogni modo, nei geroglifici corsivi è avvertibile una certa influenza dello ieratico; diversamente dallo ieratico però la lettura può essere sia da destra a sinistra che da sinistra a destra, a seconda del contesto, mentre lo ieratico procede esclusivamente da destra a sinistra.

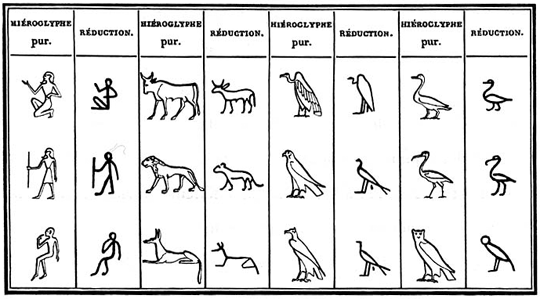
Esempi di geroglifici con il loro equivalente ridotto (Champollion)